# X-SAMPA
X-SAMPA (Extended SAMPA/Utökad SAMPA) är en vidareutveckling av SAMPA (Speech Assessment Methods Phonetic Alphabet) som är ett sätt att med 7-bitars ASCII-tecken återge ett språk fonetiskt. X-SAMPA syftade till att skapa enhetlighet mellan de olika nationella versionerna av SAMPA och att utöka SAMPA för att täcka hela Internationella fonetiska alfabetet (IPA). X-SAMPA skapades 1995 av den brittiske fonetikprofessorn John C. Wells.

## Skrivsätt i X-SAMPA
Följande skrivsätt används i X-SAMPA istället för de symboler som används i IPA.

### Pumoniska konsonanter
|                     | Bilabial | Bilabial | Labiodental | Labiodental | Dental | Dental | Alveolar | Alveolar | Postalveolar | Postalveolar | Retroflex | Retroflex | Palatal | Palatal | Velar | Velar | Uvular | Uvular | Pharyngeal | Pharyngeal | Glottal | Glottal |
| Klusil              | p        | b        |             |             |        |        | t        | d        |              |              | t`        | d`        | c       | J\      | k     | ɡ     | q      | G\     |            |            | ?       |         |
| Nasal               |          | m        |             | F           |        |        |          | n        |              |              |           | n`        |         | J       |       | N     |        | N\     |            |            |         |         |
| Tremulant           |          | B\       |             |             |        |        |          | r        |              |              |           |           |         |         |       | R\    |        |        |            |            |         |         |
| Tapp eller flapp    |          |          |             |             |        |        |          | 4        |              |              |           | r`        |         |         |       |       |        |        |            |            |         |         |
| Frikativa           | p\       | B        | f           | v           | T      | D      | s        | z        | S            | Z            | s`        | z`        | C       | j\      | x     | G     | X      | R      | X\         | ?\         | h       | h\      |
| Lateral frikativa   |          |          |             |             |        |        | K        | K\       |              |              |           |           |         |         |       |       |        |        |            |            |         |         |
| Approximant         |          |          |             | P           |        |        |          | r\       |              |              |           | r\`       |         | j       |       | M\    |        |        |            |            |         |         |
| Lateral approximant |          |          |             |             |        |        |          | l        |              |              |           | l`        |         | L       |       | L\    |        |        |            |            |         |         |

### Icke-pulmoniska konsonanter
| Klick | Klick            | tonade implosiver | tonade implosiver | Ejektiver | Ejektiver          |
| O\    | Bilabial         | b_<               | Bilabial          | _>        | som i:             |
| \     | Dental           | d_<               | Dental/alveolar   | p_>       | Bilabial           |
| !\    | (Post)alveolar   | J\_<              | Palatal           | t_>       | Dental/alveolar    |
| =\    | Palatoalveolar   | g_<               | Velar             | k_>       | Velar              |
| \\|\  | Alveolar lateral | G\_<              | Uvular            | s_>       | Alveolar frikativa |

### Vokaler
När symboler står i par, innebär den högra en rundad vokal.
|            | Främre |     | Central |   | Bakre |
| Sluten     | i·y    |     | 1·}     |   | M·u   |
|            |        | I·Y |         | U |       |
| Halvsluten | e·2    |     | @\·8    |   | 7·o   |
|            |        |     | @       |   |       |
| Halvöppen  | E·9    |     | 3·3\    |   | V·O   |
|            | {      |     | 6       |   |       |
| Öppen      | a·&    |     |         |   | A·Q   |

### Andra symboler
| W  | Tonlös labial-velar frikativa    | s\ z\ | Alveolo-palatala frikativor |
| w  | Tonad labial-velar approximant   | l\    | Alveolar lateral flapp      |
| H  | Tonad labial-palatal approximant | x\    | Samtidigt S och x           |
| H\ | Tonlös epiglottal frikativa      |       |                             |
| <\ | Tonad epiglottal frikativa       |       |                             |
| >\ | Epiglottal klusil                |       |                             |

Prosodi
| "  | Primär betonig    | %foUn@"tIS@n |
| %  | Sekondär betoning | %foUn@"tIS@n |
| :  | Lång              | e:           |
| :\ | Halvlång          | e:\          |
| _X | Extrakort         | e_X          |
| .  | Stavelsebrytning  | r\i.{kt      |

### Toner och ordaccenter
| Nivå | Nivå     | Kontur | Kontur               |
| _T   | Extrahög | _R     | Stigande             |
| _H   | Hög      | _F     | Fallande             |
| _M   | Medel    | _H_T   | Hög stigande         |
| _L   | Låg      | _B_L   | Låg stigande         |
| _B   | Extralåg | _R_F   | Rising-falling, etc. |

| ! | Nedsteg | Nedsteg | <R> | Global höjning  | Global höjning  |
| ^ | Uppsteg | Uppsteg | <F> | Global sänkning | Global sänkning |